# Thomas Giessing
Thomas Giessing (* 19. März 1961 in Rhede, Kreis Borken) ist ein ehemaliger deutscher Leichtathlet. Er war Europameister und Olympiateilnehmer.

## Leben
Giessing – für die Bundesrepublik startend – gewann bei den Junioreneuropameisterschaften 1979 in Bydgoszcz Gold mit der 4-mal-400-Meter-Staffel. 1981 und 1982 wurde er Deutscher Juniorenmeister über 400 Meter.
Bei den Europameisterschaften 1982 gewann er in Athen mit der 4-mal-400-Meter-Staffel der Bundesrepublik in 3:00,51 min die Goldmedaille: (Erwin Skamrahl, Harald Schmid, Thomas Giessing, Hartmut Weber). Im 400-Meter-Lauf dieser Europameisterschaften belegte er Platz acht (48,70 s). 1984 wurde er Dritter bei den Deutschen Meisterschaften und qualifizierte sich für die Olympischen Spiele. In Los Angeles war er im Vorlauf der 4-mal-400-Meter-Staffel eingesetzt, die im Zwischenlauf ausschied.
1986 stieg Giessing auf den 800-Meter-Lauf um und wurde Dritter bei den Deutschen Meisterschaften. Bei den Europameisterschaften 1986 stürzte er im Halbfinale. 1988 gewann Giessing dann den Deutschen Meistertitel über 800 Meter, konnte sich aber nicht für die Olympischen Spiele qualifizieren.
Thomas Giessing gehörte dem Sportverein LAZ Rhede an. In seiner aktiven Zeit war er 1,97 m groß und wog 85 kg. Er absolvierte eine Ausbildung zum Bankkaufmann und das Sparkassenstudium und wurde Vorstandsmitglied bei verschiedenen Banken.

## Bestzeiten
- 400 Meter: 46,00 s (1983)
- 800 Meter: 1:45,73 min (1986)